# Данијел Варужан
Данијел Варужан (јерм. Դանիէլ Վարուժան; Бргник, 20. април 1884 — Чанкири, 26. август 1915), рођен као Данијел Чбукарјан (јерм. Դանիէլ Չպուքքարեան) био је један од најзначајнијих јерменских песника у Османском царству на почетку 20. века.
Страдао је као жртва Геноцида над Јерменима у Османском царству током Првог светског рата.

## Биографија
Варужан је рођен 20. априла 1884. у сиромашној јерменској земљорадничкој породици у маленом селу Бргнику у Сиваском вилајети Османског царства. Рођен је као Данијел Чбукарјан. По завршетку основне школе 1896. одлази у Константинопољ где наставља школовање у јерменској школи. Школовање потом наставља у Венецији, а 1905. уписује студије књижевности, социологије и економије на Универзитету у Генту (Белгија). Након успешно окончаних студија 1909. се враћа у родно село где остаје наредне три године. Након женидбе са Аракси Варужан (чије презиме узима) 1912. живи у Константинопољу где ради као директор једне јерменске школе.
Године 1914. заједно са групом истомишљеника и ентузијаста оснива литерану групу и часопис Мехијан (прим. прев. Храм) чији основни циљ је било буђење литерарног и друштвеног живота јерменског народа након векова ропства и тираније под османском влашћу. Ухапшен је од стране османских власти у лето 1915, а потом и сурово убијен од стране османских паравојних формација 26. августа исте године.
Године 2000. Поште Јерменије издале су комеморативну поштанску марку са његовим ликом.